# Sgùrr a' Mhàim
Sgùrr a' Mhàim är ett berg i Storbritannien.   Det ligger i kommunen Highland och riksdelen Skottland, i den nordvästra delen av landet, 700 km nordväst om huvudstaden London. Toppen på Sgùrr a' Mhàim är 1 099 meter över havet, eller 533 meter över den omgivande terrängen. Bredden vid basen är 8,7 km.
Terrängen runt Sgùrr a' Mhàim är varierad.Runt Sgùrr a' Mhàim är det mycket glesbefolkat, med 4 invånare per kvadratkilometer. Närmaste större samhälle är Fort William, 9,4 km nordväst om Sgùrr a' Mhàim. Trakten runt Sgùrr a' Mhàim består i huvudsak av gräsmarker.